# Руднев, Всеволод Евгеньевич
Всеволод Евгеньевич Руднев (13 мая 1913, Харьков — 14 октября 2000, Москва) — советский и российский авиационный инженер, учёный в области боевой авиации, доктор технических наук, профессор, заслуженный деятель науки и техники РСФСР.

## Биография
Родился 13 мая 1913 года в Харькове.
После окончания МАИ (1936) работал в Центральном аэрогидродинамическом институте  в научно-техническом отделе по авиационному вооружению. В 1940 году этот отдел был преобразован в лабораторию № 4, которая в марте 1941 года вошла в состав Лётно-исследовательского института (ЛИИ). 
В 1943 году защитил кандидатскую диссертацию по теории лафетов для систем автоматического оружия.
С 1944 года заместитель начальника и начальник лаборатории № 4 ЛИИ. В 1946 году вместе со своей лабораторией перешёл в НИИ-2 Министерства авиационной промышленности СССР. В этом институте до 1959 года занимал должность заместителя директора по научной работе. С 1950 по март 1951 года исполнял обязанности директора.
В 1946—1949 годах разработал метод параллельного сближения при преследовании воздушной цели. 
В 1959 году после конфликта с директором (В. А. Джапаридзе) ушёл из ГосНИИАС в МАИ. Там он в 1969 году основал и до 1979 года возглавлял кафедру «Эффективность установок летательных аппаратов» (впоследствии кафедра № 703 «Системное проектирование авиакомплексов»).
Доктор технических наук (1960), профессор.
Всеволод Евгеньевич Руднев умер 14 октября 2000 года в Москве.

## Награды и звания
- Награждён двумя орденом Октябрьской революции, орденами Трудового Красного Знамени, орденом Красной Звезды (1944)[4]
- Заслуженный деятель науки и техники РСФСР (1983)[7]
- Инженер-капитан[4]